# Assineau River 150F
Assineau River 150F är ett reservat i Kanada.   Det ligger i provinsen Alberta, i den centrala delen av landet, 3 000 km väster om huvudstaden Ottawa. Assineau River 150F ligger vid sjön Lilla Slavsjön.
I omgivningarna runt Assineau River 150F växer i huvudsak blandskog. Trakten runt Assineau River 150F är nära nog obefolkad, med mindre än två invånare per kvadratkilometer.